# Klosterplatz (Görlitz)
Der Klosterplatz in Görlitz ist ein Platz am südlichen Rande der Historischen Altstadt. Der Name rührt von dem ehemaligen Franziskanerkloster her, dessen Anlagen sich in etwa über den gesamten heutigen Platz erstreckten. Die Bezeichnung existiert jedoch erst seit 1855.

## Lage
Der Platz befindet sich wie eingangs erwähnt am südlichen Rande der Görlitzer Altstadt und umschließt u-förmig das Gymnasium Augustum. An der Nordseite schließt sich der Obermarkt an mit der Dreifaltigkeitskirche, der früheren Klosterkirche des Franziskanerklosters. Der Klosterplatz bildet die Verkehrsachse zwischen Obermarkt und der südlich liegenden Elisabethstraße. Aus Richtung Westen mündet die Nonnenstraße und aus Osten die Fischmarktstraße auf den Platz ein.
Am nordöstlichen Teil des Klosterplatzes besteht eine Fußgängerverbindung unter dem Schwibbogen hindurch hin zum östlichen Teil des Obermarktes auf Höhe der Einmündung der Brüderstraße.

## Bebauung und Platzgestaltung

### Drei Eichen

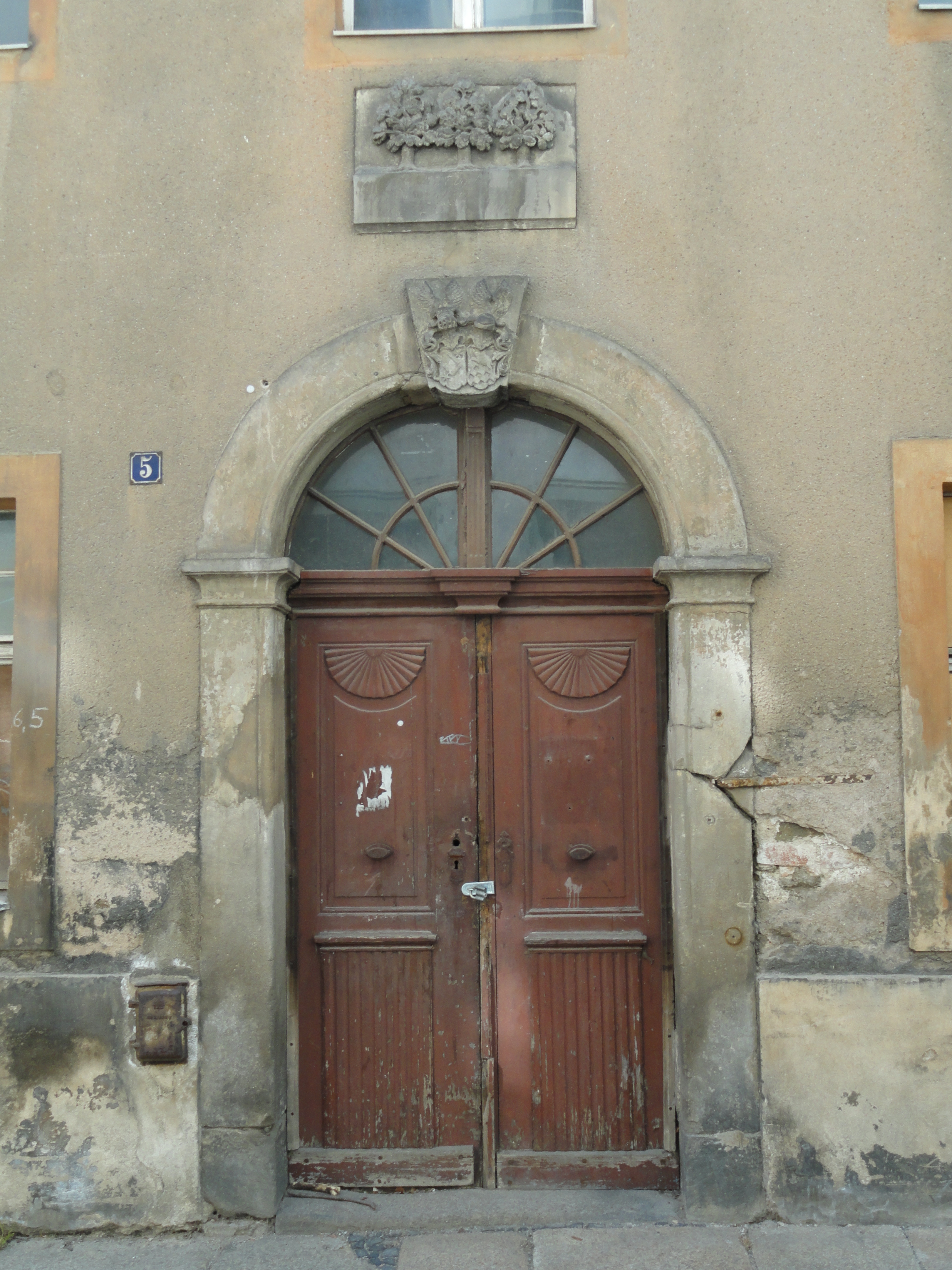
Eingangsportal Drei Eichen

Das Haus Drei Eichen ist das Eckhaus an der Ostseite des Platzes an der Gasse zum Fischmarkt – heute Fischmarktstraße 5. Der Name tauchte erstmals im 15. Jahrhundert auf und war damals einer von zahlreichen Brauhöfen in der Stadt. Hinter dem Haus befand sich damals ein großer Obstgarten.
Das ursprüngliche Eckhaus fiel jedoch einem Brand am 30. Juli 1817 nahezu komplett zum Opfer.
Der Köthener Johann Gottlob Ludwig Weider ließ das Haus 1818 wieder aufbauen und übernahm bei dem Neubau das Barockportal mit dem Schlussstein samt den darauf befindlichen Wappen. Das rechte Wappen mit der Sau zeigt das der Familie Beyer. Der Landarzt Dr. Johann Beyer war seit 1675 Eigentümer des Hauses. Über dem Wappen befindet sich ein aus Sandstein gehauenes Abbild der drei Eichen und der Inschrift „Unter den Eichen, abgebrannt am 30. Juli 1817, erbaut im Jahre 1818 von J. G. L. Weider“.

### Gymnasium Augustum/Kloster

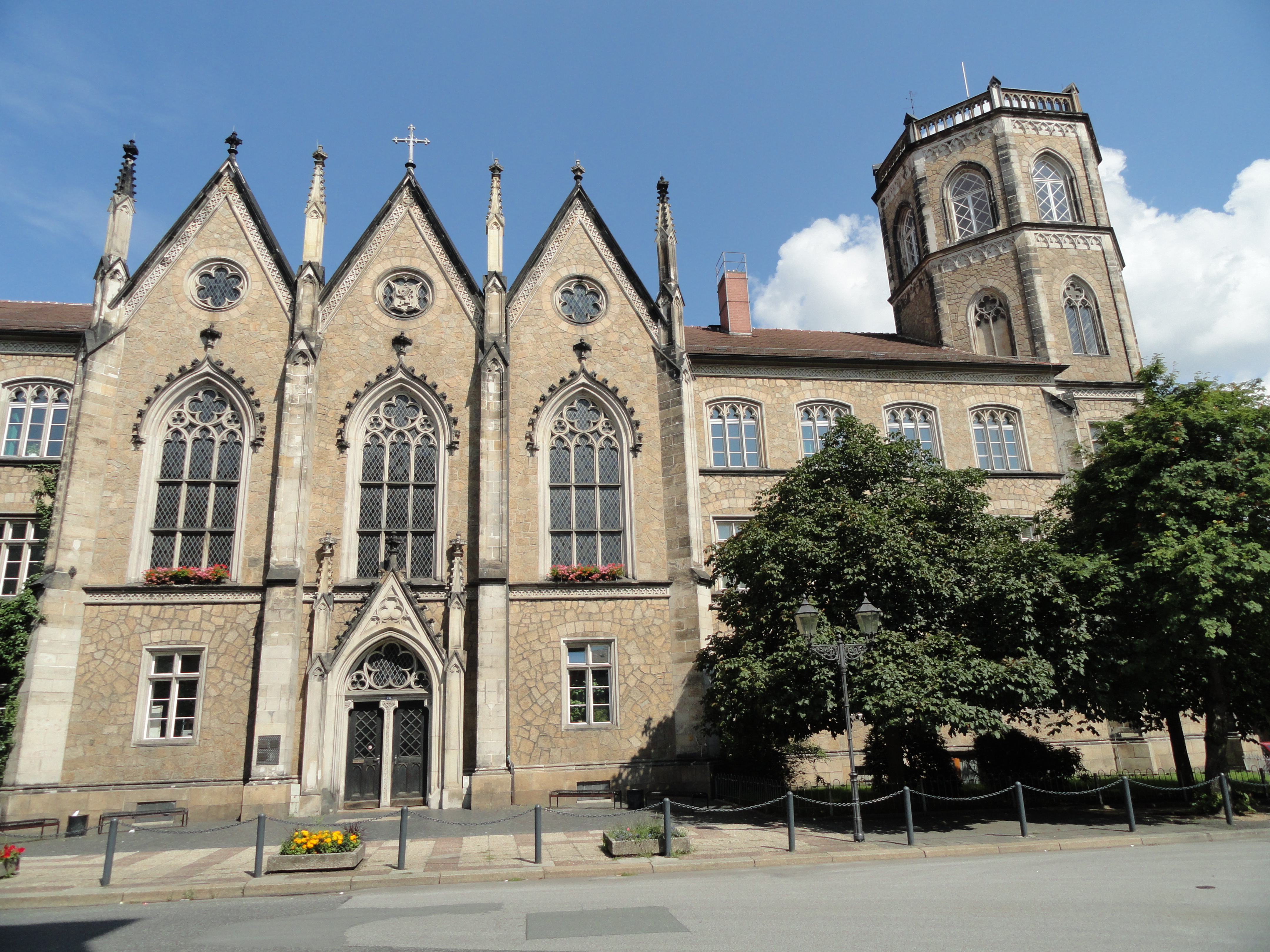
Das Gymnasium Augustum

Am heutigen Standort des Gymnasiums Augustum in der Mitte des Platzes befand sich bis in die Mitte des 19. Jahrhunderts das Franziskanerkloster. Es gehörte zur sächsischen Franziskanerprovinz und wurde infolge der Reformation im 16. Jahrhundert aufgelöst. Seit 1565 wurden die Räumlichkeiten des Klosters als Unterrichts- und Wohnräume der Lehrerschaft genutzt. Anfang des 19. Jahrhunderts war die Bausubstanz der alten Klostergemäuer in einem derartig schlechten Zustand, dass es erste Überlegungen gab, das Kloster durch einen Neubau zu ersetzen. Zwischen 1836 und 1853 wurden verschiedenste Pläne vorgelegt, die einen Neubau bzw. einen Erhalt des alten Klosters vorsahen und auch Experten angehört, die die alte Bausubstanz besichtigten. So besichtigten unter anderem Baumeister Karl Friedrich Schinkel 1837 und der preußische König Friedrich Wilhelm IV. 1844 die alten Klostermauern. Schließlich fiel die Entscheidung auf einen kompletten Neubau der Schule am Standort des Klosters. Nach dem erfolgten Abriss des Klosters wurde am 28. August 1854 der Grundstein für das heutige Gymnasium gelegt. Die Einweihung des Gebäudes geschah etwa zwei Jahre später am 15. Oktober 1856.
Nach der Wende war es seit 1992/1993 wieder möglich an der Schule das Abitur abzulegen. Während der DDR-Zeit gab es in der Stadt lediglich an der Erweiterten Oberschule „Joliot-Curie“ auf dem Wilhelmsplatz die Möglichkeit, die Allgemeine Hochschulreife zu erlangen. Im Jahr 2004 wurde schließlich das bis dahin eigenständige Augustum mit dem Gymnasium Annenschule zusammengelegt und ist seitdem eines von zwei Häusern des Augustum-Annen-Gymnasiums.

### Zecherpaar

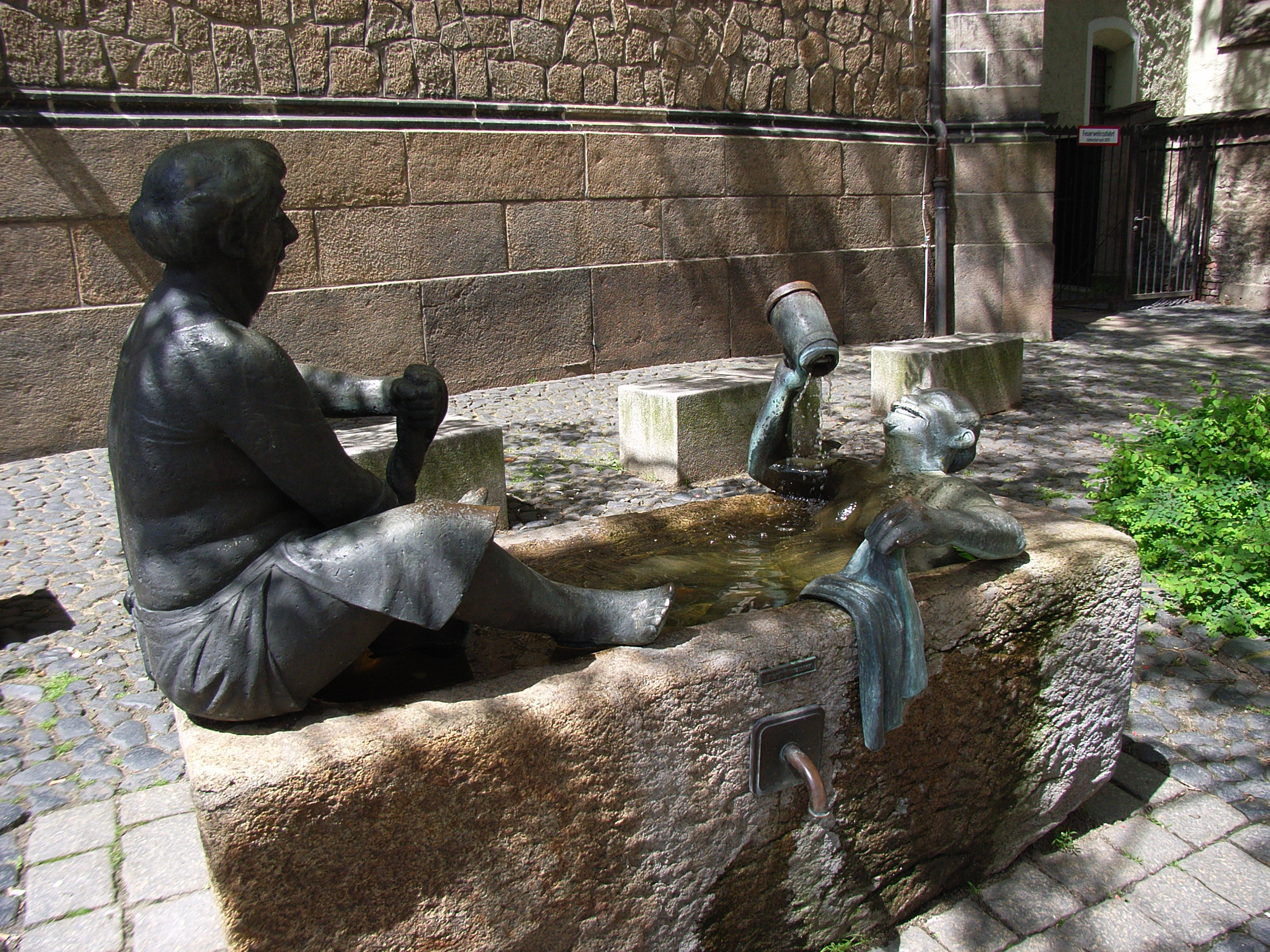
Das Zecherpaar

Das Zecherpaar ist ein Brunnen auf der Ostseite des Platzes. Er wurde von der Görlitzerin Gisela Mauermann geschaffen und 1999 aufgestellt. Am Brunnenrand sitzt eine Frau, die sich mit der Wäsche beschäftigt und ihr gegenüber ein Mann mit einem Bierhumpen in der Hand. Er gießt den Inhalt des Humpens über seinen Oberkörper. Die Granitsteinbütte, die den Brunnenrand bildet, stammt aus dem Görlitzer Bestand und war vermutlich früher eine Pferdetränke.